# Ahmed III
Ahmed III (arab. أحمد الثال) (ur. 30 grudnia 1673 – 1 lipca 1736 w Konstantynopolu) – sułtan imperium osmańskiego w latach 1703–1730, czas jego rządów nazywany jest erą tulipanów.

## Życiorys
Podstawą jego polityki zagranicznej było utrzymywanie dobrych stosunków z Anglią (od 1707 Wielką Brytanią) i Francją, które były zaniepokojone wzrostem potęgi Rosji na wschodzie Europy.

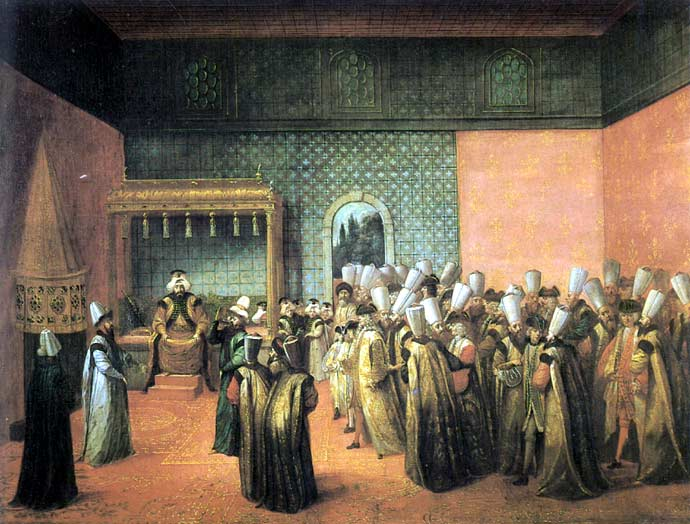
Sułtan Ahmed III udziela audiencji dnia 10 października 1724 roku, malował Jean-Baptiste van Mour

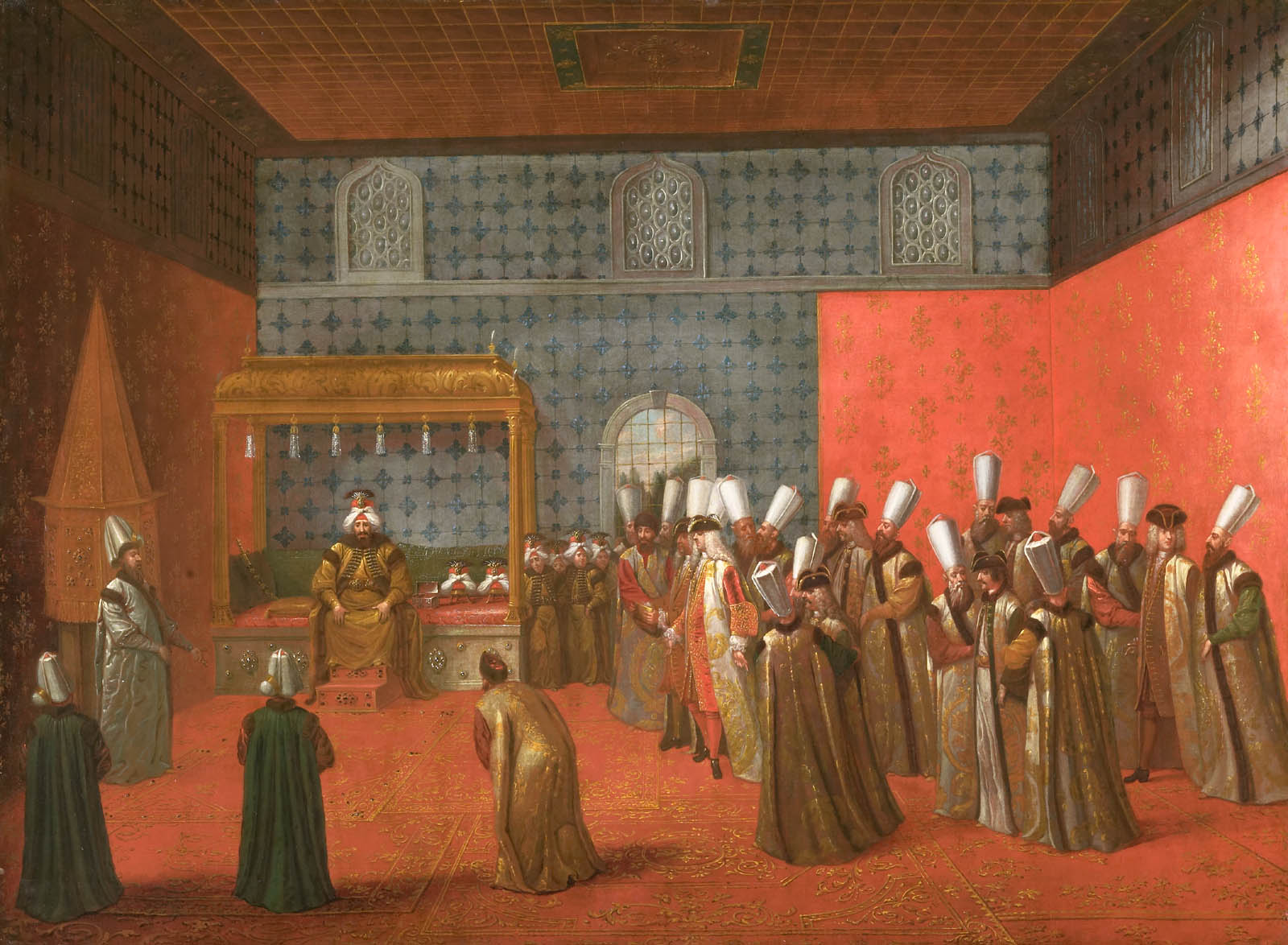
Ambasador Holandii Cornelis Calkoen na audiencji u sułtana Ahmeda III (A.D. 1727)

W 1709, w czasie III wojny północnej udzielił schronienia pobitemu w bitwie pod Połtawą królowi Szwecji Karolowi XII. Wspierany przez dyplomację francuską zażądał wycofania wojsk rosyjskich z Rzeczypospolitej, a po odmowie cara Piotra I wypowiedział 20 listopada 1710 wojnę Rosji. Pobita Rosja, zmuszona została podpisać w 1711 traktat prucki, w którym oddawała Osmanom Azow i zobowiązywała się więcej nie mieszać w wewnętrzne sprawy Polski.
W latach 1716–1718 prowadził przegraną wojnę z Austrią i Wenecją, zakończoną utratą Belgradu, północnej Bośni i Serbii. 20 września 1730 został obalony w wyniku przewrotu pałacowego janczarów, którzy wynieśli na tron jego bratanka Mahmuda I. Ahmed III zmarł 6 lat później.